# Lobeira

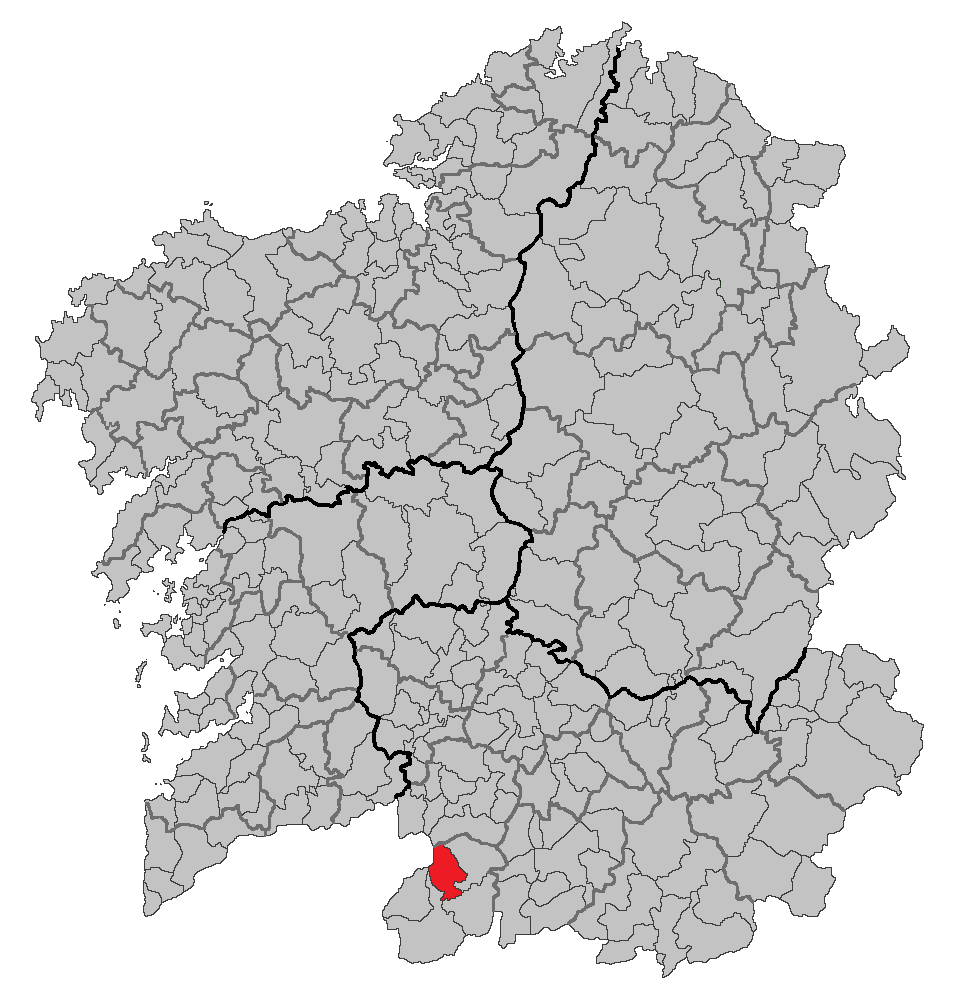
Localização de Lobeira

Lobeira (em espanhol, Lobera) é um município raiano da Espanha na província 
de Ourense, 
comunidade autónoma da Galiza, de área  km² com 
população de 1089 habitantes (2007) e densidade populacional de 17,19 hab/km². É também um bairro na cidade mineira de São Paulo do Rio Preto.

## Personalidades
- Afonso Pires Ribeiro, foi um Senhor medieval desta localidade.

## Demografia
| Variação demográfica do município entre 1991 e 2004 | Variação demográfica do município entre 1991 e 2004 | Variação demográfica do município entre 1991 e 2004 | Variação demográfica do município entre 1991 e 2004 |
| --------------------------------------------------- | --------------------------------------------------- | --------------------------------------------------- | --------------------------------------------------- |
| 1991                                                | 1996                                                | 2001                                                | 2004                                                |
| 1468                                                | 1298                                                | 1193                                                | 1188                                                |